# Río Guareña
El río Guareña es un curso de agua del noroeste de la península ibérica, afluente del Duero. Discurre por las provincias españolas de Salamanca y Zamora. 

## Curso
Nace en el término municipal de La Orbada  (provincia de Salamanca), entra en la provincia de Zamora en el término municipal de Vallesa de la Guareña, cruza varios kilómetros el término municipal de Torrecilla de la Orden (provincia de Valladolid) y vuelve a entrar en la provincia de Zamora por Castrillo de la Guareña, a continuación pasa por Vadillo de la Guareña, La Bóveda de Toro y Villabuena del Puente y desemboca en Toro en el Duero.
Aparece descrito en el noveno volumen del Diccionario geográfico-estadístico-histórico de España y sus posesiones de Ultramar de Pascual Madoz con las siguientes palabras:

GUAREÑA: r. en la prov. de Salamanca, part. jud. de Peñaranda de Bracamonte; nace en las inmediaciones de este pueblo de una fuente llamada la Vieja, sit. al pie de una hermosa alameda propia del Sr. duque de Frias: baña los térm. y pueblos de Aldeaseca la Frontera, Aldeayust, Zorita, Palacios-Rubios, Villaflores, Mazores y la Carolina, donde recibe las aguas que bajan de Villoria, Hornillas, Cantalpino, Riolobos, Poveda, Revilla, Cotorrillo y Morquera; sigue por el Pedroso, los montes de Villafuerte y Latorre, introduciéndose en la prov. de Zamora y por el pueblo de Vallesa; sigue al Olmo donde se le une un arroyo; fertiliza los campos de Castrillo de la Vid, inundando en las avenidas la fuente inmediata á la pobl., por cuyo motivo son sus aguas cenagosas é insalubres corre hácia Algodre, en otro tiempo Torrecilla de la Orden, y desp. de Ordeño, en cuyo estenso terr. sit. en un llano algo alto, hay grandes pastos regados por sus aguas; baña luego los de Vadillo y terr. de la granja de Guareña, antes v de Terren, sigue hácia la Boveda y térm. de Timulos, el Risco, y Paradinas, corriendo valle abajo inmediato á Villanueva, por donde se une al Duero, despues de proporcionar las suficientes aguas para el riego de sus prados y huertas, bien directamente, bien por medio de cáuces, como sucede en la Boveda: durante su curso recibe varios arroyos llamados Tariego, Carrevaldemoro, Roales, Valdelazarza, las fuentes denominadas Cohahices; los de Villaescusa, Carrizal y otros: impulsa en casi todos los pueblos del tránsito algun molino harinero, y le cruzan varios puentes de piedra y madera; el principal de aquellos está en Vadillo: cria anguilas, truchas, barbos y otros peces.
(Madoz, 1847, p. 56)

Pertenece a la cuenca del Duero, subdivisión del Bajo Duero.